# جیرجیرک بیشه‌ای خال‌خالی
جیرجیرک بیشه‌ای خال‌خالی (نام علمی: Leptophyes punctatissima) نام یک گونه از تیره جیرجیرک‌های بیشه است.